# Ela Venbroek-Franczyk

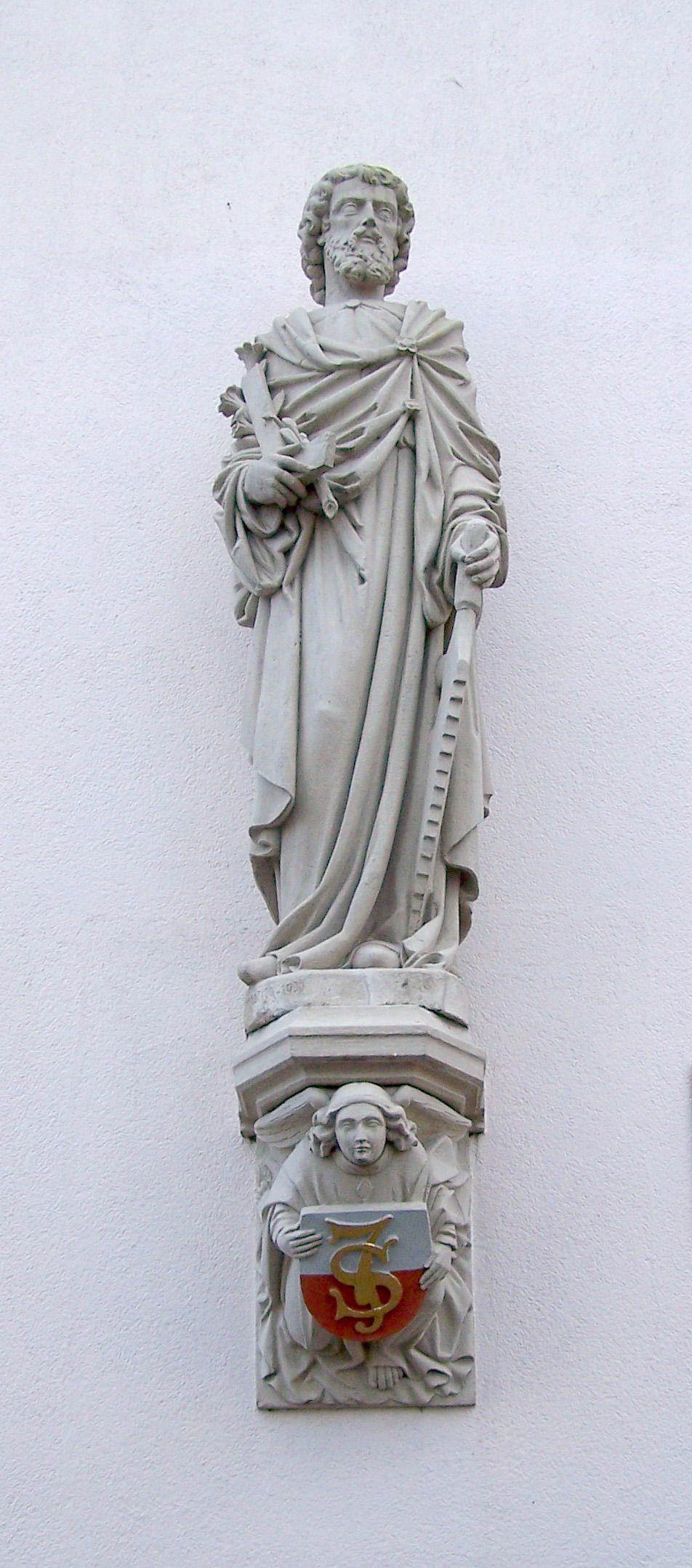
beeld Sint Jozef in Deventer

Ela M. Venbroek-Franczyk (geboren rond 1956 in Polen) is een kunstenares in Deventer die zich toelegt op zowel eigen beeldhouwwerk en houtsnijwerk als de restauratie (kunst) van cultureel erfgoed.
Tussen 1972 en 1977 volgde zij een opleiding aan de 'Antoni Kenar staatshogeschool voor beeldende kunst' in Zakopane (Polen), waar ze naast beeldhouwen ook restauratietechniek heeft gestudeerd.

## Restaurator
Na haar opleiding deed zij praktijkervaring op bij een restaurator van schilderijen. Later heeft ze als zelfstandige een praktijk voor het restaureren en conserveren van schilderijen, lijsten en andere cultuurgoederen ontwikkeld met opdrachten van zowel particulieren, musea als overheden. Zo restaureerde zij alle schilderijen van Eibert den Herder in het Stadsmuseum Harderwijk, het verzetsmonument aldaar en het beeld Vissersvrouw met kind. In Deventer restaureerde zij onder meer het gevelbeeld van Sint Jozef in de Brinkpoortstraat en het draaiorgel de Turk. Ook maakte zij de replica's van de weeskinderen aan de gevel van het Burgerweeshuis (Deventer).

## Beeldhouwer

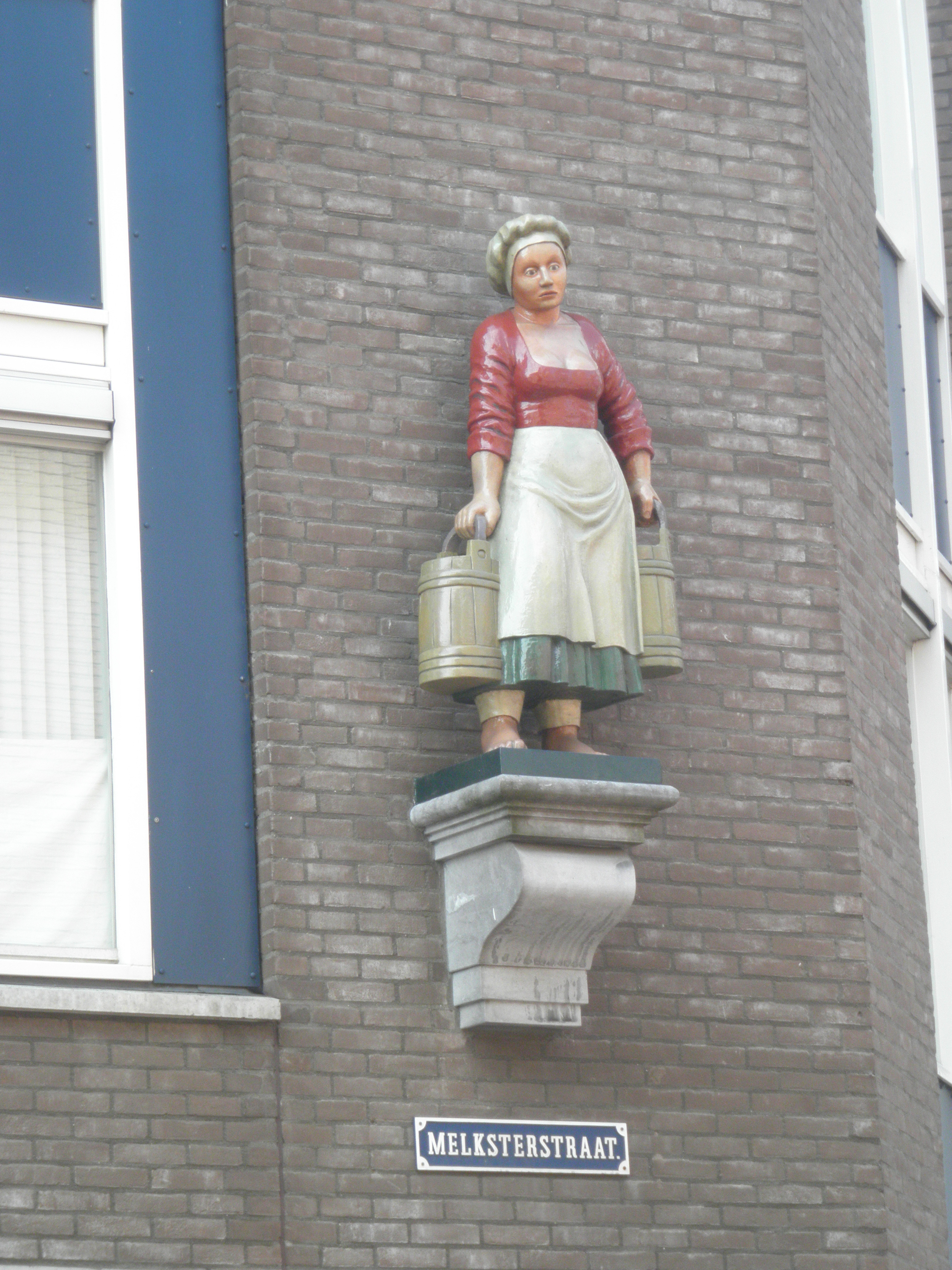
Beeld De Melkster in Deventer

In 1982 begon zij in Deventer haar Atelier Ela. Hier beoefent zij ook  houtsnij- en beeldhouwkunst en realiseerde tal van snijramen, ornamenten, balusters en kapitelen naar voorbeeld of eigen ontwerp. Ontwerpen van haar hand zijn onder andere De Melkster en de medaillons op de voorgevel van de Latijnse school in Deventer.